# 楊應中
楊應中（？—？），字子貞，武功中衛軍籍，順天府固安縣（今河北省固安縣）人，明朝政治人物，萬曆癸未進士，官至山西副使。

## 生平
隆慶四年（1570年）庚午科順天鄉試九十七名舉人，萬曆十一年（1583年）癸未科三甲進士。吏部觀政，次年授山西高平縣知縣，十七年行取，陞戶部主事，十九年差河南监兑，二十一年管通州仓，升員外郎，二十三年升郎中，二十五年陞山西冀南道兵備副使，二十七年降耀州同知。

## 家族
曾祖父楊達；祖父楊端；父親楊宗沛。母劉氏。